# Cop Land
A Cop Land 1997-es amerikai neo-noir bűnügyi filmdráma, amelynek forgatókönyvírója és rendezője James Mangold. A főszerepekben Sylvester Stallone, Harvey Keitel, Ray Liotta, Robert De Niro és Peter Berg láthatóak, a további szerepeket pedig Janeane Garofalo, Robert Patrick, Michael Rapaport és Annabella Sciorra alakítják.
A filmet az Amerikai Egyesült Államokban 1997. augusztus 15-én mutatták be, Magyarországon DVD-n jelent meg szinkronizálva. Általánosságban pozitív véleményeket kapott a kritikusoktól, és világszerte 63,7 millió dolláros bevételt hozott a 15 millió költségvetésével szemben.

## Cselekmény
Freddy Heflin egy New Jersey-i kisváros seriffje, aki összetűzésbe keveredik a közösségben élő korrupt New York-i rendőrökkel.

## Szereplők
| Színész            | Szerep                                   | Magyar hang       |
| ------------------ | ---------------------------------------- | ----------------- |
| Sylvester Stallone | Freddy Heflin seriff                     | Gáti Oszkár       |
| Harvey Keitel      | Ray Donlan                               | Szersén Gyula     |
| Ray Liotta         | Gary Figgis                              | Forgács Péter     |
| Robert De Niro     | Moe Tilden                               | Reviczky Gábor    |
| Peter Berg         | Joey Randone                             | Kárpáti Levente   |
| Janeane Garofalo   | Cindy Betts                              | Szénási Kata      |
| Robert Patrick     | Jack Rucker                              | Tarján Péter      |
| Michael Rapaport   | Murray Babitch                           | Juhász György     |
| Annabella Sciorra  | Liz Randone                              | Farkasinszky Edit |
| Noah Emmerich      | Bill Geisler                             | Harmath Imre      |
| Cathy Moriarty     | Rose Donlan                              | Virághalmy Judit  |
| John Spencer       | Leo Crasky                               | Uri István        |
| Frank Vincent      | Lassaro                                  |                   |
| Malik Yoba         | Carson nyomozó                           | Hankó Attila      |
| Arthur Nascarella  | Frank Lagonda                            |                   |
| Victor Williams    | Russell Ames                             |                   |
| Edie Falco         | Berta                                    |                   |
| Mel Gorham         | Monica Lopez                             |                   |
| Paul Herman        | vidámparki dolgozó                       |                   |
| Paul Calderón      | Hector                                   |                   |
| Vincent Laresca    | Robert                                   |                   |
| Method Man         | Shondel                                  |                   |
| Deborah Harry      | Delores                                  |                   |
| Tony Sirico        | Salvatore „Toy” Torillo (csak fényképen) |                   |

## Háttér
A fiktív Garrison városa Mangold szülővárosán, Washingtonville-en alapul. A filmet nagyrészt a New Jersey állambeli Edgewater-ben forgatták.

## Fogadtatás
A film nagy részben pozitív kritikákban részesült. A Rotten Tomatoes oldalán 76%-ot ért el, 66 kritika alapján. A Metacritic oldalán 64 pontot szerzett a százból, 21 kritika alapján. A CinemaScore oldalán átlagos minősítést ért el.
Roger Ebert két csillagot adott a filmre a négyből.
A The New York Times kritikusa, Janet Maslin pozitívan értékelte.
Az Entertainment Weekly magazintól átlagos minősítést kapott. A The Washington Post kritikusa, Rita Kempley szerint "jobb lett volna, ha lecserélik a rendezőt egy forgalomirányító rendőrre". Peter Travers, a Rolling Stone kritikusa pozitívan értékelte Stallone színészi játékát. A San Francisco Chronicle kritikusának, Mick LaSalle-nak szintén tetszett Stallone játéka.